# Chanoch Nissany
Chanoch Nissany (en hebreuחנוך ניסני) va ser un pilot de curses automobilístiques israelià que va arribar a disputar curses de Fórmula 1. Va néixer el 29 de juliol del 1963 a Tel-Aviv, Israel.

## Carrera
Nissany va tenir una carrera no "convencional". Va començar el 2002, a l'edat de 38 anys competint a la Fórmula 2000 hongaresa, obtenint bons resultats. Després va competir a la Formula 3000, i va arribar a ser pilot de proves a la Formula 1. Nissany fou el tercer pilot de Minardi al Gran Premi d'Hongria del 2005 degut en part a la seva popularitat en Hongria.

## Resultats a la Fórmula 1
| Any  | Equip            | Xassís       | Motor    | 1   | 2   | 3   | 4   | 5   | 6   | 7   | 8   | 9   | 10  | 11  | 12  | 13          | 14  | 15  | 16  | 17  | 18  | 19  | Posició | Punts |
| ---- | ---------------- | ------------ | -------- | --- | --- | --- | --- | --- | --- | --- | --- | --- | --- | --- | --- | ----------- | --- | --- | --- | --- | --- | --- | ------- | ----- |
| 2005 | Minardi Cosworth | Minardi PS05 | Cosworth | AUS | MAL | BAH | SMR | ESP | MON | EUR | CAN | USA | FRA | GBR | ALE | HUN P.Prov. | TUR | ITA | BEL | BRA | JAP | XIN | -       | 0     |

### Resum
| Curses: | Victòries: | Pòdiums: | Poles: | Voltes ràpides: | Punts: |
| ------- | ---------- | -------- | ------ | --------------- | ------ |
| 0 (1)   | 0          | 0        | 0      | 0               | 0      |